# 2 (álbum de Sam Neely)
2 es el tercer álbum de estudio del músico estadounidense Sam Neely, publicado el 8 de enero de 1973 a través de Capitol Records.

## Recepción de la crítica
Un escritor no especificado de la revista Record World describió 2 como “un álbum de canciones consistentemente hermosas de uno de los músicos más exitosos que surgieron el año pasado”, mientras que la revista Billboard declaró que el álbum tenía una “una belleza inquietante, tanto musical como líricamente”.

## Lista de canciones
Todas las canciones escritas y compuestas por Sam Neely.
Lado uno
1. «Rosalie» – 3:16
2. «Gentle People» – 3:21
3. «Kiss the Morning Sunshine» – 3:00
4. «Take Me Back Wife» – 3:12
5. «Ain't It Good to Be Home» – 2:45

Lado dos
1. «Sweet Country Child» – 3:32
2. «Bless Me Miss America» – 3:00
3. «Young and Free» – 3:22
4. «It's Another Day» – 3:45
5. «Neither Do I» – 4:11

## Créditos y personal
Créditos adaptados desde las notas de álbum de 2.
Músicos
- Sam Neely – voces, guitarra acústica (todas las canciones)
- Hal Blaine – batería (1)
- Joe Osborne – guitarra bajo (1)
- Larry Carlton – guitarra líder (1)
- Mike Gregory – piano (todas las canciones)
- Jerry Cole – guitarra líder, banjo, guitarra eléctrica (2–10)
- Wilton Felder – guitarra bajo (2–10)
- Gene Pello – batería, percusión (2–10)
- Jim Horn – flauta (2–10)
- John Herron – piano, teclado electrónico (2–10)
- Tom Morgan – armónica (2–10)

Personal técnico
- Rudy Durand – productor
- Jim Benci – productor ejecutivo
- Rudy Durand – arreglos básicos
- Lee Holdridge – arreglos orquestales, conductor
- Greg Venable – ingeniero de audio (pista básica)
- Armin Steiner – ingeniero de audio (instrumentos de cuerda), mezclas

Diseño
- Ron Joy – fotografía
- John Hoernle – diseño de portada

## Posicionamiento
| Gráfica (1973)                            | Pico de posición |
| ----------------------------------------- | ---------------- |
| Estados Unidos (Billboard Top LPs & Tape) | 175              |
| Estados Unidos (Cash Box Top 100 Albums)  | 140              |
| Estados Unidos (Record World Album Chart) | 145              |